# Caballeros de la Argata
En Historia, se conoce con la denominación de los Caballeros de la Argata a unos nobles napolitanos que tomaron partido por Luis de Anjou contra la reina Margarita, y llevaban como signo distintivo en el brazo o costado izquierdo una devanadera de oro en campo de Gules.